# Johnny Herbert

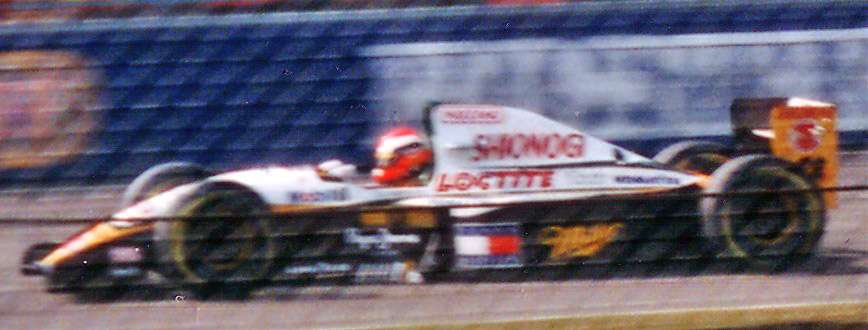
El Lotus de Johnny Herbert al Gran Premi de Gran Bretanya del 1994.

John Paul Herbert (25 de juny de 1964, Brentwood, Regne Unit) és un pilot de Fórmula 1 retirat.
A mitjans dels 80, Johnny Herbert era considerat una de les promeses de l'automobilisme. En guanyar en el festival de Fórmula Ford a Brands Hatch l'any 1985, Herbert va cridar l'atenció de Eddie Jordan, al costat del qual obtindria després el campionat britànic de F3 l'any 1987.
L'any 1988, no obstant això, en un greu accident a Brands Hatch en el qual Herbert va xocar amb el seu cotxe contra les barreres de protecció, va patir com a conseqüència importants lesions en les cames.
El pilot, que en el moment de l'accident ja era tota una figura de la Fórmula 3000 Internacional, va mostrar la seva determinació en tornar a conduir un cotxe de carreres l'any 1989, tot i que tot just tornava a poder caminar. Es tractava, a més, d'un cotxe de l'equip Benetton de Formula 1, amb el qual Herbert assoliria puntuar en el seu debut en el Gran Premi de Brasil. L'equip estava en aquell temps dirigit pel seu mentor i amic Peter Collins.
Tot i això, les bones actuacions de Herbert van ser bastant irregulars, i després dels canvis en la direcció de l'escuderia, el pilot va ser marginat després de classificar-se en el Gran Premi del Canadà. L'anglès va tornar a la Fórmula 3000, aquesta vegada en el prestigiós campionat japonès fins que va tornar a ser cridat per un equip de Fórmula 1, aquesta vegada, Tyrrell.
Herbert va començar a conduir per Lotus, amb motors Honda en aquell moment, al Gran Premi del Regne Unit de 1994, però les irregulars actuacions del pilot no li van permetre consolidar la seva carrera, tot i que l'equip estava en aquell moment dirigit per Collins.
Després de 3 anys de frustracions, Herbert va deixar Lotus a mitjans de la temporada '94, incorporant-se a Ligier i després a Benetton en les últimes carreres de la temporada.
A pesar que no va assolir punts en 1994, Benetton va decidir mantenir-lo com company d'equip de Michael Schumacher en la temporada següent. En el Gran Premi d'Anglaterra, va assolir una inesperada victòria després que el seu company d'equip xoqués amb Damon Hill, i un altre triomf en el Gran Premi d'Itàlia li va permetre d'arribar al 4t lloc del campionat de pilots.
En no ser tingut en compte per Benetton, Herbert va firmar un contracte amb l'escuderia suïssa Sauber, equip en el qual romandria fins a 1998 i en el qual assoliria dos podis. Fitxant per Steward Grand Prix l'any següent va obtenir la que seria la seva última victòria en la Formula 1 en l'èpic Gran Premi d'Europa de 1999 que va alternar pista seca i mullada després de la tromba d'aigua que va caure sobre el circuit.
Herbert va romandre en l'escuderia de cara a la següent temporada, la de l'any 2000 en la qual Stewart va passar a denominar-se Jaguar Racing. No obstant això, una mediocre temporada en la qual no va obtenir ni un sol punt va culminar amb un accident a Malàisia després d'una falla en la suspensió del seu monoplaça.
Després d'abandonar la màxima categoria, Herbert es va dedicar als cotxes de GT, buscant repetir la seva victòria de 1991 en les 24 Hores de Le Mans amb un Mazda. Els últims anys va tenir un paper protagonista en la sèrie American Le Mans, on va obtenir diversos triomfs i va ser un seriós contendent al títol l'any 2003.